# Tobias Raschl
Tobias Raschl (* 21. Februar 2000 in Düsseldorf) ist ein deutscher Fußballspieler. Der Mittelfeldspieler steht seit Sommer 2023 beim 1. FC Kaiserslautern unter Vertrag und war Nachwuchsnationalspieler.

## Karriere

### Verein
Raschl stammt aus Düsseldorf und spielte in seiner Kindheit unter anderem beim Stadtteilklub SG Unterrath. Ab dem Alter von elf Jahren spielte er in den Nachwuchsleistungszentren von Borussia Mönchengladbach und Fortuna Düsseldorf. Mit 15 wechselte er zu Borussia Dortmund. In der U16, U17 sowie zuletzt in der U19 wurde er dort Mannschaftskapitän und gewann in der Saison 2018/19 mit der U19 die Deutsche A-Junioren-Meisterschaft. Während seiner Zeit auf dem Dortmunder Sportinternat absolvierte Raschl erfolgreich seine Abiturprüfungen.
Zur Bundesligasaison 2019/20 erhielt Raschl gemeinsam mit Torhüter Luca Unbehaun einen bis Juni 2022 gültigen Profivertrag absolvierte die Saisonvorbereitung zusammen mit der Profimannschaft. Neben seiner Ruhe im Spiel und seiner Laufstärke hatten auch die variablen Einsatzmöglichkeiten im Mittelfeld im Vorfeld für ihn, der unter anderem den Dortmunder „Sechser“ Axel Witsel als Vorbild angab, gesprochen. Für die A-Junioren war Raschl nur noch in der UEFA Youth League, in der die Borussia als Tabellenzweiter die Play-offs erreichte und in diesen später gegen Derby County ausschied, aktiv. Weiters stand Raschl in zehn Hinrundenspielen für die Regionalligamannschaft auf dem Feld, in der Rückrunde folgten weitere fünf, in denen er je ein Tor und eine Vorlage beisteuern konnte.
Am 3. August 2019 gewann der Mittelfeldspieler als Teil des Profikaders mit dem BVB den DFL-Supercup und stand Ende Oktober desselben Jahres im 179. Revierderby das erste Mal im Bundesligakader der ersten Mannschaft. Nach weiteren Nominierungen kam der Mittelfeldspieler beim 0:4 am letzten Spieltag gegen die TSG 1899 Hoffenheim nach 65 Minuten aufs Feld. Eine vor der Saison 2020/21 zugezogene Fußverletzung setzte Raschl bis Oktober 2020 außer Gefecht, in der Folge erhielten die etablierten Kräfte Witsel, Thomas Delaney und Emre Can den Vorzug im defensiven Mittelfeld, weshalb der Rheinländer seitdem nur noch in der U23 eingesetzt wurde. In der Dortmunder Zweitmannschaft wurde er Stammspieler und erreichte mit ihr 2021 als Regionalliga-Meister den Aufstieg in die 3. Liga.
Im Januar 2022 wechselte Raschl in die Bundesliga zur SpVgg Greuther Fürth, bei der er einen bis Juni 2024 gültigen Vertrag erhielt. In der Rückrunde der laufenden Saison kam er dort noch zu zehn Bundesliga-Einsätzen, stieg mit der Mannschaft am Saisonende jedoch in die 2. Bundesliga ab.
Der 1. FC Kaiserslautern gab im Juni 2023 die Verpflichtung von Raschl bekannt, wobei nähere Vertragsdetails unbekannt blieben. In seiner ersten Saison beim FCK wurde er im überwiegenden Teil der Spiele in der Startelf aufgeboten. In der Saison 2024/25 kam er dagegen bislang fast nur auf Einsätze als Einwechselspieler.

### Nationalmannschaft
Raschl spielte dreimal für Nachwuchsnationalmannschaften des DFB.

## Erfolge
Borussia Dortmund
- Deutscher A-Jugend-Meister: 2019
- DFL-Supercup-Sieger: 2019 (ohne Einsatz)
- Meister der Regionalliga West und Aufstieg in die 3. Liga: 2021